# Me First and the Gimme Gimmes
Me First and the Gimme Gimmes es un supergrupo de punk rock que basa su repertorio exclusivamente en interpretar reconocidas canciones de los 60, 70, 80 y 90.

## Historia
Formada en 1995 en San Francisco, la agrupación ha versionado a artistas de la talla de Neil Diamond, Billy Joel, John Denver o The Beatles.
Los Gimme Gimmes cuentan en su alineación con importantes rostros de la nueva escuela del punk, tales como Fat Mike, bajista de NOFX, Scott Shiflett bajista de Face to Face y hermano del actual guitarra de los Foo Fighters exguitarrista de No Use For a Name, Chris Shiflett, Dave Raun y Joey Cape de Lagwagon. Ellos, junto al cantante Spike Slawson, bajista de los Swingin' Utters, se han encargado de darle un aire más desenfadado a clásicos temas que han marcado a varias generaciones.
Al principio de su carrera, la banda aparecía en recopilatorios, hasta que en 1996 comenzaron a publicar varios singles titulados con el nombre o apellido del artista que versionaban (ejemplo "Billy", con temas de Billy Joel o "Denver" por John Denver).
En 1997 publican su primer disco, titulado Have A Ball, donde se enfocan en clásicos de los años 1970 e inicios de la década de 1980. Con Are A Drag de 1999, se basaron solamente en musicales de Broadway o películas como Los Muppets de 1979 (de allí se extrae el tema "Rainbow Connection").
Para 2001 sacan a la calle Blow in the Wind, íntegramente dedicado a clásicos de los 60 tales como "All My Lovin" de The Beatles, "Blowin' in the Wind" de Bob Dylan o "Sloop John B" de los Beach Boys.
Dos años después, los Gimmes saltan nuevamente a la palestra con Take a Break conteniendo canciones R&B de artistas como Boyz 2 Men, Lionel Ritchie, Stevie Wonder y Whitney Houston.
El álbum Ruin Jonny's Bar Mitzvah fue grabado enteramente en vivo en un Bar Mitzvah, donde ofrecieron al público un set variado, paseándose por canciones pop de los 60 a 80, donde bandas como REO Speedwagon, Styx, Blondie y The Beatles, sobresalieron, además de dos covers del tradicional canto hebreo "Hava Nagila", mezclado con temas de The Offspring ("Come Out and Play") y José Feliciano ("Feliz Navidad").
La agrupación lanzó en 2006 su sexto disco llamado Love Their Country, donde interpretan clásicos de artistas del género country como Dixie Chicks, Garth Brooks, Hank Williams, Sr. y Johnny Cash.

## Honoríficos
Una especie de rumor ha señalado que muchas más personalidades de la escena punk actual han pasado a ser considerados miembros honoríficos de los Gimme Gimmes, entre los que destacan Billie Joe Armstrong y Tré Cool de Green Day, Tim Armstrong de Rancid, Fletcher Dragge de Pennywise y Ron Welty (The Offspring), además de Brett Gurewitz y Brian Baker de Bad Religion,y Cj Ramone . Baker reemplazó a Shiflett durante la gira 2005 de la banda mientras éste hacía lo mismo con Foo Fighters.

## Clásicos vs. clásicos
Me First and The Gimme Gimmes tiende a incluir en algunas de sus versiones, extractos tanto líricos como musicales de clásicos del punk. He aquí algunas referencias.
- Ramones: "Teenage Lobotomy" en "Sloop John B" del disco Blow in the Wind y "Blitzkrieg Bop" en el sencillo "You've Got A Friend" de James Taylor.

- The Clash: "London Calling" en "Eleanor" de The Turtles (Blow in the Wind).

- Sex Pistols: "Pretty Vacant" en "Save The Best For Last" de Vanessa Williams (Take a Break).

- The Adolescents: "Kids of the Black Hole" en "Superstar" de Leon Russell & Bonnie Bramlett (Ruin Jonny's Bar Mitzvah).

- Black Flag: "Six Pack" en "Crazy" de Seal (Take a Break).

- The Damned: "Love Song" en "East Bound And Down" de Jerry Reed (Love Their Country).

- Bad Religion: "Generator" en "Favorite Things" de Are a Drag, "Stranger Than Fiction" y "Pessimistic Lines" en "San Francisco (Be Sure to Wear Flowers in Your Hair)" de Scott McKenzie (Blow in the Wind) y "Los Angeles is Burning" en "Blowin' in the Wind".

- The Misfits: "Astro Zombies" en "On The Road Again" de Willie Nelson (Love Their Country).

- Social Distortion: "Story of My Life" en "Kekkon Shiyoyo" de Takuryo Yoshida (Sign in Japanese - EP).

- Buzzcocks: "Everybody's Happy Nowadays" en "Karma Chameleon" de Culture Club (Are We Not Men? We Are Diva!).

## Discografía
Álbumes de estudio
- Have a Ball (1997)
- Are a Drag (1999)
- Blow in the Wind (2001)
- Take a Break (2003)
- Love Their Country (2006)
- Are We Not Men? We Are Diva! (2014)

Álbumes en directo
- Ruin Jonny's Bar Mitzvah (2004)

Recopilatorios
- Have Another Ball (2008)
- Rake It In: The Greatest Hits (2017)

Extended plays (EP)
- Turn Japanese (2001)
- Go Down Under (2011)
- Sing in Japanese (2011)